# Maison au 8, place du Marché à Dambach-la-Ville
La maison au 8, place du Marché est un monument historique situé à Dambach-la-Ville, dans le département français du Bas-Rhin.

## Localisation
Ce bâtiment est situé au 8, place du Marché à Dambach-la-Ville.

## Historique
L'édifice fait l'objet d'une inscription au titre des monuments historiques depuis 1930.